# Rémarde (Voise)
Pour les articles homonymes, voir Rémarde (homonymie).
La Rémarde est une rivière de France coulant dans les régions d'Île-de-France et Centre-Val de Loire, longue de 19,2 km, affluent en rive droite de la Voise, elle-même affluent de l'Eure.

## Géographie
La Rémarde prend sa source sur la commune de Sonchamp dans les Yvelines et se jette dans la Voise en limite des communes d'Ymeray et de Gallardon.
Appelée Vidange de la Haute-Borne à sa source, elle prend par la suite le nom de ru du Perray dans les Yvelines puis Rémarde en Eure-et-Loir.
Son cours d'abord orienté nord-ouest puis sud bifurque vers l'ouest au nord de la ville d'Ablis.

## Communes traversées

### Yvelines
Sonchamp ~ Ablis ~ Prunay-en-Yvelines

### Eure-et-Loir
Auneau-Bleury-Saint-Symphorien ~ Ymeray ~ Gallardon